# Gouvernement Hákun Djurhuus
 (novembre 2024).
Si vous disposez d'ouvrages ou d'articles de référence ou si vous connaissez des sites web de qualité traitant du thème abordé ici, merci de compléter l'article en donnant les références utiles à sa vérifiabilité et en les liant à la section « Notes et références ».
Le gouvernement Hákun Djurhuus est le 5e des îles Féroé.
Îles Féroé
Peter Mohr Dam I Peter Mohr Dam II

## Composition initiale (4 janvier 1963)
| Portefeuille                                                          | Titulaire | Titulaire             | Parti |
| --------------------------------------------------------------------- | --------- | --------------------- | ----- |
| Premier ministre                                                      |           | Hákun Djurhuus        | FF    |
| Vice-Premier ministre Ministre de l'école, Municipal et de la culture |           | Niels Winther Poulsen | SF    |
| Ministre de la Justice, des Finances et de la pêche                   |           | Erlendur Patursson    | T     |
| Ministre de l'Agriculture et de l'industrie                           |           | Karsten Hoydal        | T     |